# Buffertstat
Buffertstat kallas en stat vars geografiska läge har en politisk funktion som fungerar hindrande för konflikter mellan två stater eller flera stater eller maktblock.

## Exempel
Under Det stora spelet (1813-1907) var Afghanistan en buffertstat mellan Ryska imperiet och Brittiska imperiet.